# Кантунис, Николаос
Николаос Кантунис (греч. Νικόλαος Καντούνης Закинф, 1767 — Закинф, 1834) — греческий художник и один из самых видных представителей Семиостровной школы греческой живописи.

## Биография
Кантунис родился в 1767 году на острове Закинф, в семье Иоанниса Кантуниса, врача поэта и писателя.
В эпиграмме автопортрета, который хранится в Национальной художественной галерее, Кантунис заявляет, что он — самоучка.
Но большинство критиков и историков искусства считают, что он учился у живописи у своих земляков Иоанниса Кораиса (умер в 1786 году) и Николаоса Кутузиса 1741—1813).
Более того, следуя за Кутузисом, 25 января 1786 года Кантунис был рукоположен в сан священника. Много позже Кантунис стал членом греческого революционного общества Филики Этерия. С началом Греческой революции, по причине его взглядов и национальной деятельности, Кантунис был сослан в мае 1821 года англичанами, контролировавшими тогда Ионические острова, на пустынный островок Кира, около острова Кефалиния, где Кантунис написал "Тайную Вечерню".
В октябре того же года он вернулся на Закинф, где прожил до самой своей смерти в 1834 году.

## Работы
Среди самых значительных его работ числятся религиозные композиции для церквей «Всех святых» (греч. Αγίων Πάντων) и «Святых Апостолов» (греч. Αγίων Αποστόλων) Закинфа, которые в дальнейшем пострадали от землетрясений.
Иконы, выполненные Кантунисом для иконостасов церквей «Святых Бессребреников» (греч. Αγίων Αναργύρων) и «Святого Георгия Киприаны» (греч. Αγίου Γεωργίου της Κυπριάνας), хранятся сегодня в музее Закинфа.
Несмотря на то, что Кантунис был православным священником, в своих работах он практически не следовал византийской традиции, придерживаясь западного стиля даже в церковных работах.
Характерен в этом плане его «Святой Георгий», хранящийся в Византийском музее.
Кантунис отличился также как художник светских портретов. Некоторые из портретов хранятся в Национальной галерее Афин, в Музее Бенакиса, в Фонде Теллоглио македонской столицы, города Фессалоники, и в музее Катсиграса.

## Ученики
Учениками Кантуниса были Калливокас, Дионисиос (греч. Διονύσιος Καλλυβωκάς 1806—1877) и Цокос, Дионисиос (1820—1862) — последние представители школы Ионических островов, а также Герасимос Пидзаманос и Антониос Рифтос.